# Sempione (Svizzera)
Sempione (in tedesco Simplon) è un comune svizzero di 309 abitanti del Canton Vallese, nel distretto di Briga. Dal 2020 il borgo, grazie alla sua particolare bellezza architettonica, la sua storia e la posizione privilegiata in cui si trova è entrato a far parte dell'associazione "I borghi più belli della Svizzera".

## Geografia fisica
Geograficamente appartiene al bacino idrografico del Po e all'italiana Val Divedro trovandosi a sud del passo del Sempione, partendo dal suo culmine.

## Storia
In origine l’abitato apparteneva come tutta la Val Divedro al territorio di Novara. Come in altri casi di passi alpini, intorno all’anno Mille venne ripopolato da genti tedesche, tanto che nel 1291 il vescovo del Vallese lo comprò dai feudatari italiani. I confini comunali furono ridefiniti nel 1469 dal vescovo di Sion, che li portò alla forma attuale. Dal 1495, caduti i diritti ecclesiastici, appartiene assieme a Gondo di Zwischbergen, anch'esso posto sul versante meridionale delle Alpi, alle nuove autorità civili del nascente Canton Vallese; tuttavia la parrocchia locale rimase sotto la giurisdizione della diocesi di Novara fino al 1822, quando passò alla diocesi di Sion.

## Monumenti e luoghi d'interesse

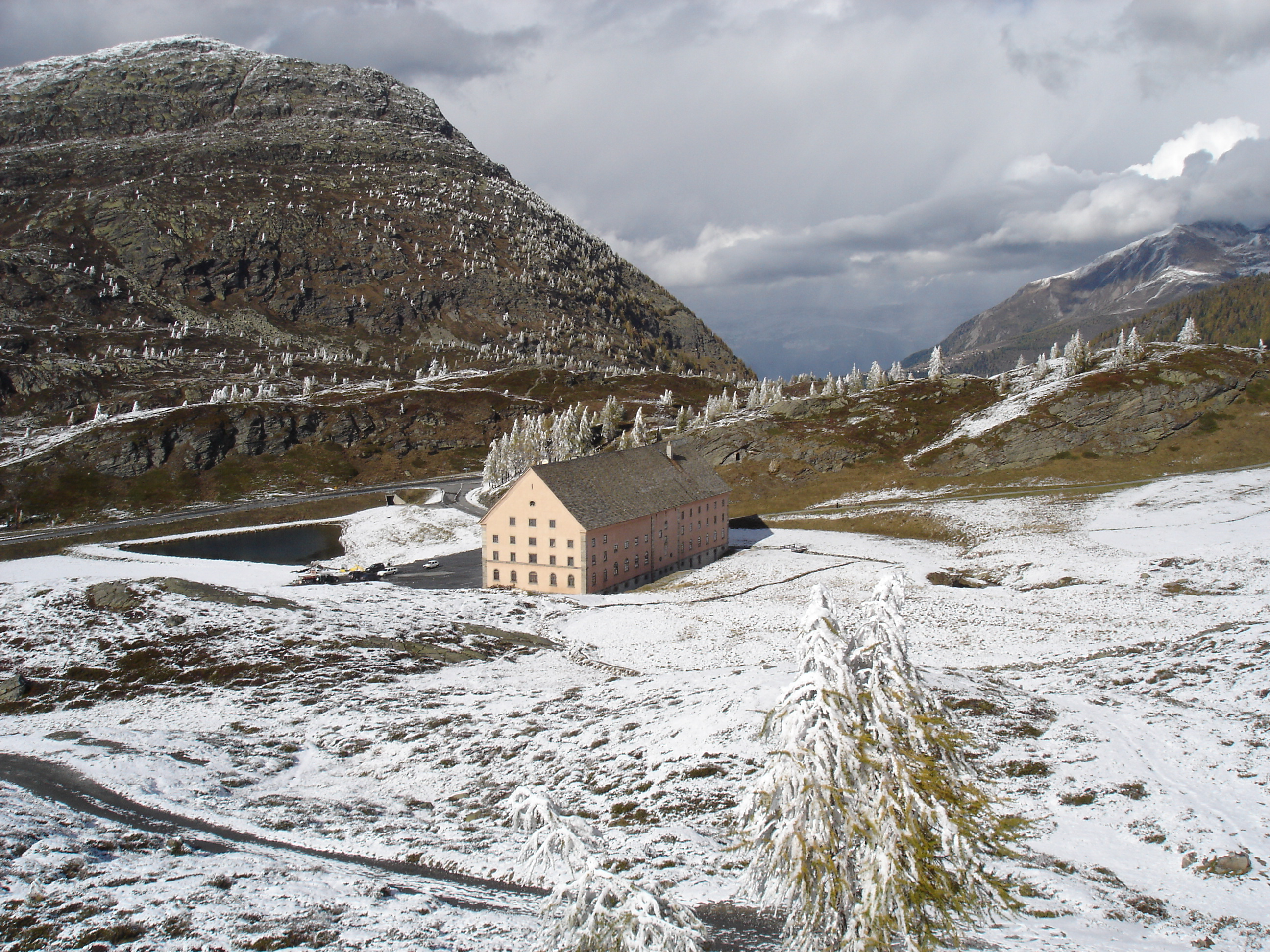
Il nuovo ospizio del Sempione

- Chiesa parrocchiale di San Gottardo, attestata dal 1359 e ricostruita nel 1725[1];
- Vecchio ospizio del Sempione, eretto nel 1666[2];
- Nuovo ospizio del Sempione, eretto nel 1811-1835[2].

## Società

### Evoluzione demografica
L'evoluzione demografica è riportata nella seguente tabella:
Abitanti censiti

### Lingue e dialetti
Sempione è un abitato di lingua tedesca.
| %     | Ripartizione linguistica (gruppi principali) |
| ----- | -------------------------------------------- |
| 96,7% | madrelingua tedesca                          |
| 1,2%  | madrelingua francese                         |
| 0,9%  | madrelingua italiana                         |

## Infrastrutture e trasporti

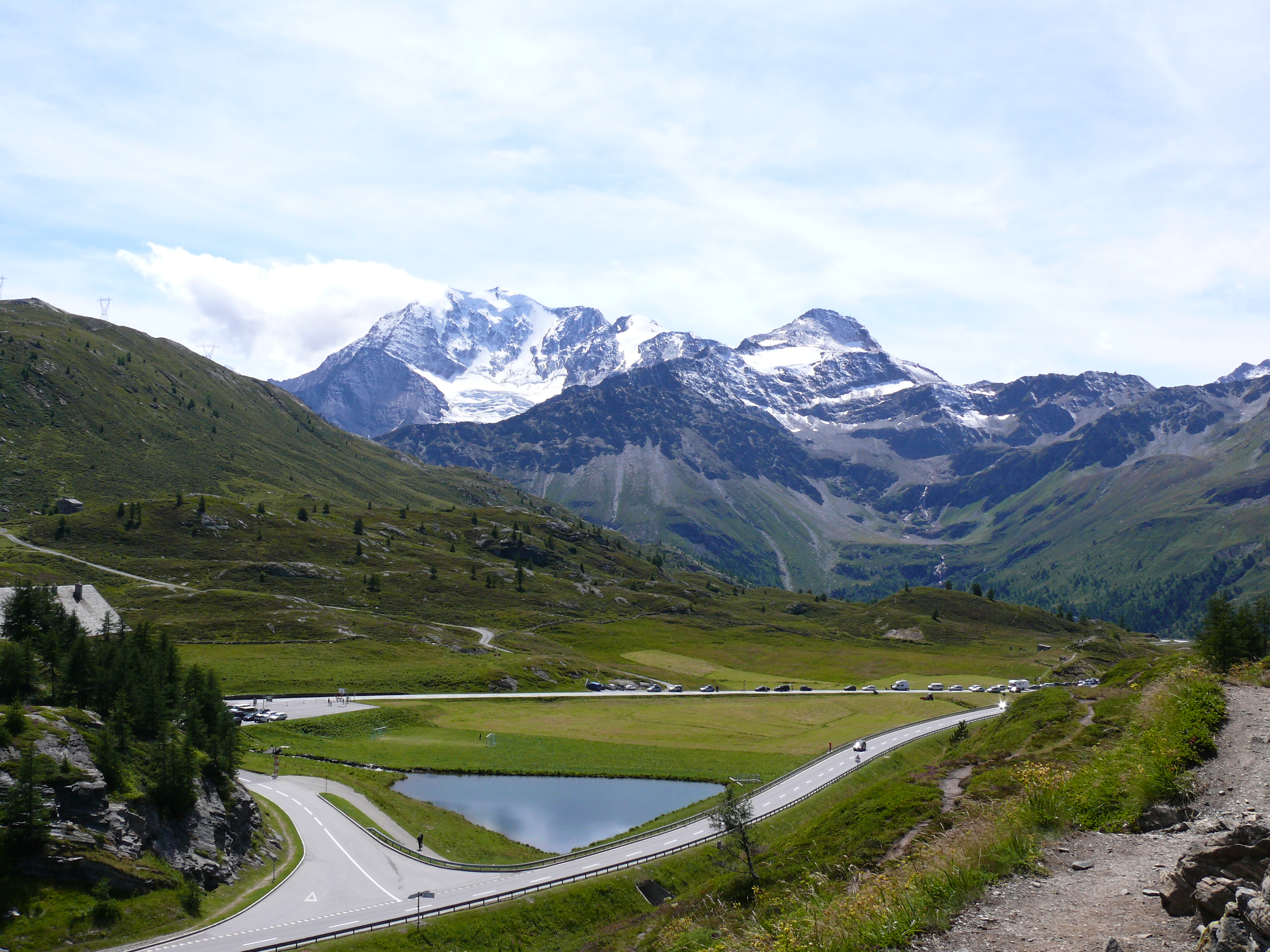
Il passo del Sempione

Il villaggio lega il suo nome a un'importante via di comunicazione tra Italia e paesi transalpini: la strada del Sempione, che collega Briga e Milano. In Svizzera il paese oggi si trova sulla strada principale 9 (E62), che collega il Canton Vallese all'Italia attraverso il passo del Sempione compreso nel territorio del comune. In Italia la strada prosegue come strada statale 33 del Sempione.

## Amministrazione
Ogni famiglia originaria del luogo fa parte del cosiddetto comune patriziale e ha la responsabilità della manutenzione di ogni bene ricadente all'interno dei confini del comune.